# Anatoly Liberman
Pour les articles homonymes, voir Liberman.
Anatoly Liberman (Анатолий Симонович Либерман en russe), né en 1937, est un professeur du département de langues germaniques, scandinaves, slaves et flamandes à l'université du Minnesota, où il enseigne la linguistique, l'étymologie, et le folklore.

## Biographie
Liberman est né à Léningrad, en Russie (à l'époque URSS). Son travail principal, rédigé en collaboration avec le philologue, Mikhail Steblin-Kamensky, se concentre sur la phonétique du moyen anglais et de l'islandais. Il émigre aux États-Unis en 1975.
Liberman est l'auteur de plusieurs livres et de plusieurs centaines de travaux courts, la plupart pour une audience universitaire.